# Isopterygium perminutum
Isopterygium perminutum är en bladmossart som beskrevs av Edwin Bunting Bartram 1946. Isopterygium perminutum ingår i släktet Isopterygium och familjen Hypnaceae. Inga underarter finns listade i Catalogue of Life.